# Великий похід за нареченою
«Великий похід за нареченою» (інша назва: «Людський смуток») — радянський художній фільм 1984 року, комедія, знята на кіностудії «Грузія-фільм» режисером Годердзі Чохелі за своїм власним сценарієм.

## Сюжет
Шете — хлопець з села Чохі, який нічим корисним не займається. Односельці хотіли посватати йому дівчину з сусіднього села, але вона відмовила телепневі. Жителі села Чохі були ображені відмовою і вирішили показати всьому району свою міць. Чоловіки послали на розвідку жінок, а самі виготовили гармату і вирушили слідом. Вони йшли через інші села, і не зустрічали жодного опору. Їх вітали тільки аксакали і їхні дружини, які розповідали мудрі історії, про те, як вони швидко прожили своє життя у вічній гонитві за суєтою. Ці зустрічі й оповідання охолодили гарячий запал завойовників, і вони відступилися від свого плану привести наречену неробі Шете.

## У ролях
- Гурам Пірцхалава — Гогі
- Михайло Херхеулідзе — Галілей Чухрелі, божевільний
- Абрек Пхаладзе — Кімбарі
- Гурам Петріашвілі — письменник-філософ
- Абессалом Лорія — Апарек
- Карло Саканделідзе — Бібгаї, старійшина
- Тристан Саралідзе — Шете, наречений
- Нана Джорджадзе — жителька сусіднього села
- Тамарі Схіртладзе — Гарахтина, мати Шете
- Єлене Кіпшидзе — епізод
- Лері Зардіашвілі — Татей
- Етері Шотадзе — епізод
- Лео Сохашвілі — Саба
- Ладо Бурдулі — гість
- Леван Пілпані — Джгуна
- Коте Толорая — старійшина

## Знімальна група
- Автор сценарію: Годердзі Чохелі
- Режисер-постановник: Годердзі Чохелі
- Оператор-постановщик: Ігор Амасійський
- Художник-постановник: Реваз Мірзашвілі
- Композитор: Нодар Габунія
- Звукорежисери: Імері Манджгаладзе, Гурам Шубладзе